# Itálie na Zimních olympijských hrách 1956
Itálii na Zimních olympijských hrách 1956 reprezentovalo 65 sportovců, z toho 53 mužů a 12 žen ve 8 sportech.

## Medailisté
| Medaile | Jméno                                                      | Sport | Disciplína   |
| ------- | ---------------------------------------------------------- | ----- | ------------ |
| Zlato   | Lamberto Dalla Costa Giacomo Conti                         | Boby  | Muži dvojbob |
| Stříbro | Eugenio Monti Renzo Alverà                                 | Boby  | Muži dvojbob |
| Stříbro | Eugenio Monti Ulrico Girardi Renzo Alverà Renato Mocellini | Boby  | Muži čtyřbob |